# Od pacyfizmu do ludobójstwa
Od pacyfizmu do ludobójstwa – ósmy studyjny album zespołu Apteka wydany w 8 marca 2012 przez wytwórnię Lou & Rocked Boys. Nagrania zostały realizowane w Tonn Studio w Łodzi, w technice analogowej.

## Lista utworów
źródło:.
1. „Dnia szóstego (do ludobójstwa od pacyfizmu)”
2. „Miasto masa maszyna”
3. „Nie Faworyt!!!”
4. „Amfetamina haszysz morfina”
5. „Aktor traktor”
6. „Dwa paczuany”
7. „Rajska polana”
8. „Buła”
9. „Opowieść medialna”
10. „Dnia siódmego”
11. „A.H.M.” (Igor Boxx remix)
12. „Godzilla” (Igor Boxx remix)
13. „Mikstura z pudła” (Igor Boxx remix)

## Skład
źródło:.
- Jędrzej Kodymowski – wokal, gitara
- Jacek Żołądek – gitara basowa
- Grzegorz Puzio – perkusja

gościnnie
- James Morton – saksofon
- Hornsman Coyote – puzon
- Piotr Wolski – perkaszyny
- Grzegorz Skiba – chórki
- Agim Dzeljilji – efekty specjalne, theremin